# Craig Moore
Craig Moore (Sydney, 12 december 1975) is een Australisch voormalig betaald voetballer en 52-voudig international. Hij was actief van 1993 tot en met juni 2010 voor Glasgow Rangers, Crystal Palace FC, Borussia Mönchengladbach, Newcastle United FC, Brisbane Roar FC en AO Kavala. Na het WK 2010 maakte hij bekend zowel zijn interland- als zijn clubloopbaan te beëindigen.

## Clubvoetbal
Moore begon als voetballer in de jeugdopleiding van het Schotse Rangers FC. Hij speelde van 1993 tot 2005 voor het eerste elftal van de club, een seizoen op huurbasis bij Crystal Palace FC (1998/1999) uitgezonderd. In 2005 werd Moore door Dick Advocaat, voormalige trainer bij Rangers FC, naar het Duitse Borussia Mönchengladbach gehaald. Na het ontslag van Advocaat moest de verdediger ook vertrekken. Moore werd vervolgens in de zomer van 2005 gecontracteerd door Newcastle United. Na twee seizoenen bij de Engelse club keerde de verdediger in 2007 terug naar Australië om bij A-Leagueclub Queensland Roar te gaan spelen.

## Nationaal elftal
Moore maakte zijn debuut voor het Australisch nationaal elftal in 1995. Hij behoorde tot de selecties van de Socceroos voor de Confederations Cup 2001, de Olympische Spelen 2004, de Confederations Cup 2005, het WK 2006 en het WK 2010. Moore speelde op het WK 2006 alle wedstrijden voor Australië en scoorde tegen Kroatië vanuit een strafschop. Op het WK 2010 speelde hij de eerste twee groepswedstrijden tegen Duitsland (4-0 verlies) en Ghana (1-1). Door in beide partijen geel te krijgen, was hij voor het laatste duel van Australië (2-1 winst tegen Servië) geschorst.

## Cluboverzicht
| Seizoen    | Club                       | Competitie              | Wedstrijden | Doelpunten |
| ---------- | -------------------------- | ----------------------- | ----------- | ---------- |
| 1993-'98   | Glasgow Rangers            | Scottish Premier League | 66          | 4          |
| 1998-'99   | → Crystal Palace FC (huur) | First Division          | 23          | 3          |
| 1998-'2005 | Glasgow Rangers            | Scottish Premier League | 107         | 10         |
| 2004-'05   | Borussia Mönchengladbach   | Bundesliga              | 13          | 1          |
| 2005-'07   | Newcastle United FC        | Premier League          | 25          | 0          |
| 2007-'10   | Brisbane Roar FC           | A-League                | 57          | 3          |
| 2009-'10   | AO Kavala                  | Super League            | 11          | 1          |